# ديف غاردنر (لاعب هوكي الجليد)
ديف غاردنر هو لاعب هوكي الجليد كندي، ولد في 23 أغسطس 1952 في تورونتو في كندا.

## وصلات خارجية
- ديف غاردنر على موقع دوري الهوكي الوطني (الإنجليزية)
- ديف غاردنر على موقع قاعة مشاهير الهوكي (لاعب أن.إتش.أل) (الإنجليزية)
- ديف غاردنر على موقع EliteProspects.com (الإنجليزية)
- ديف غاردنر على موقع Eurohockey.com (الإنجليزية)
- ديف غاردنر على موقع HockeyDB.com (الإنجليزية)
- ديف غاردنر على موقع Hockey-Reference.com (الإنجليزية)